# Campionati internazionali Rugby Europe 2019-2020
I campionati internazionali Rugby Europe 2019-20 (in inglese 2019-20 Rugby Europe International Championships) furono la 4ª edizione dei Campionati internazionali Rugby Europe, la 49ª edizione del torneo internazionale organizzato da FIRA-AER/Rugby Europe) e, relativamente alla sua conference maggiore, il 49º campionato europeo di rugby a 15.
Si tenne dal 1º febbraio 2020 al 7 febbraio 2021 tra 6 squadre che si affrontarono con la formula del girone unico con gare di sola andata.
Il torneo maggiore avrebbe dovuto tenersi negli stessi fine settimana del Sei Nazioni 2020, ma l'insorgere della pandemia di COVID-19 provocò lo sconvolgimento di tutti i calendari sportivi e continui rinvii; la competizione terminò quindi a febbraio 2021, a ridosso dell'edizione successiva, mentre le divisioni inferiori a parte la seconda (il Trofeo) furono annullate da Rugby Europe con conseguentemente azzeramento di tutte le eventuali promozioni e retrocessioni.
Per quanto riguarda il campionato e il trofeo, l'esito delle gare non disputate fu deciso da Rugby Europe.

## Formula
Per tutte le divisioni il formato di gara fu quello a girone unico di sola andata.
Alla vincitrice del Campionato fu riservato il premio di campione d'Europa; l'ultima del Campionato spareggiò con la vincitrice del Trofeo per l'eventuale mantenimento della categoria superiore.
Per le divisioni inferiori, la prima classificata di una divisione avrebbe rimpiazzato l'ultima di quella immediatamente superiore.
Tuttavia la pandemia di COVID-19 impose l'annullamento di tutte le divisioni di torneo a parte le due maggiori, il Campionato e il Trofeo, con blocco di tutte le promozioni e le retrocessioni per le categorie inferiori al Trofeo.
Fu quindi stabilito che, al fine di completare entrambi i tornei, le gare del Campionato fossero ricalendarizzate alla prima data utile, che si rivelò essere febbraio 2021, poche settimane prima della partenza dell'edizione successiva di torneo.
Il principio generale che Rugby Europe adottò per le gare non disputabili fu:
- impossibilità di entrambe le squadre: pareggio (2 punti a squadra);
- impossibilità per una sola delle due: sconfitta per forfeit 0-25 e contestuale vittoria per 25-0 dell'altra squadra con 5 punti in classifica[4].

Sulla scia di tale deliberazione, le due partite della Svizzera contro Paesi Bassi e Ucraina furono dichiarate altrettanti pareggi, e la Lituania dichiarata vincitrice sulla Polonia per 25-0; tre partite furono rinviate ma alfine giudicate anch'esse a tavolino: i due incontri della Germania contro Polonia e Lituania furono dichiarati pari, mentre l'Ucraina fu dichiarata vincitrice 25-0 sulla Polonia.
Per quanto riguarda il Campionato, l'unica partita non recuperabile fu Romania – Belgio, data persa 0-28 a quest'ultima.
Per effetto di tali risultati i Paesi Bassi furono dichiarati vincitori del Trofeo e ammessi allo spareggio con l'ultima classificata del Campionato, che si rivelò essere il Belgio; tale incontro a maggio 2021, a campionato 2020-21 già avviato, e gli incontri delle due squadre sarebbero stati calendarizzati a parte una volta note le divisioni d'appartenenza.
Lo spareggio fu vinto dai Paesi Bassi, promossi nel Campionato, mentre i belgi furono retrocessi nel Trofeo.

## Squadre partecipanti
| Campionato | Trofeo      | Conference 1 | Conference 1 | Conference 2 | Conference 2         | Sviluppo    |
| Campionato | Trofeo      | Nord         | Sud          | Nord         | Sud                  | Sviluppo    |
| ---------- | ----------- | ------------ | ------------ | ------------ | -------------------- | ----------- |
| Belgio     | Germania    | Rep. Ceca    | Croazia      | Austria      | Andorra              | Bielorussia |
| Georgia    | Lituania    | Ungheria     | Cipro        | Danimarca    | Bosnia ed Erzegovina | Estonia     |
| Portogallo | Paesi Bassi | Lettonia     | Israele      | Finlandia    | Bulgaria             | Montenegro  |
| Romania    | Polonia     | Lussemburgo  | Malta        | Moldavia     | Serbia               | Slovacchia  |
| Russia     | Svizzera    | Svezia       | Slovenia     | Norvegia     | Turchia              |             |
| Spagna     | Ucraina     |              |              |              |                      |             |

## Campionato europeo

### 1ª giornata
| Arbitro: | Andrea Piardi |

|                |    |                                                                     |
| Gajsin 4’, 73’ | mt | 37’ Sánchez Borrego 40’ Jorba 45’ Del Hoyo 76’ Linklater 80’ Quercy |
| Gajsin 4’      | tr | 37’, 40’ Linklater 80’ Rabago                                       |

| Arbitro: | Sam Grove-White |

|                        |      |                           |
| Cardoso 13’ Vareta 33’ | mt   | 43’ tecnica 52’ De Molder |
| Antunes 13’, 33’       | tr   | 52’ A. Williams           |
| Antunes 48’, 66’, 78’  | c.p. | 58’ A. Williams           |

| Arbitro: | Tom Foley |

|                                                                             |      |                 |
| Abzhandadze 6’ Modebadze 45’ Gigashvili 58’ Kacharava 64’, 74’ Chkoidze 78’ | mt   | 49’ Vlaicu      |
| Abzhandadze 58’, 64’, 74’, 78’                                              | tr   | 49’ Vlaicu      |
| Abzhandadze 34’                                                             | c.p. | 11’, 21’ Vlaicu |

### 2ª giornata
| Arbitro: | Shota Tevzadze |

|                                                              |      |                       |
| Dienst 36’ Jadot 45’ Berger 50’ Deccuber 55’ Verschelden 69’ | mt   | 19’ Sozonov 25’ Elgin |
| A. Williams 36’, 45’, 50’, 55’, 69’                          | tr   | 25’ Gajsin            |
| A. Williams 28’                                              | c.p. |                       |

| Arbitro: | Ludovic Cayre |

|                             |      |                |
| Antunes 11’, 29’ Tadjer 51’ | mt   | 64’ Simionescu |
| Antunes 11’, 29’            | tr   |                |
| Antunes 35’                 | c.p. | 4’, 10’ Vlaicu |

| Arbitro: | Craig Evans |

|                       |      |                                     |
| Pinto 8’ Del Hoyo 78’ | mt   | 3’, 37’ Mamukashvili 20’ Tabutsadze |
|                       | tr   | 20’ Abzhandadze                     |
|                       | c.p. | 13’, 23’ Abzhandadze                |

### 3ª giornata
| Arbitro: | Nika Amashukeli |

|                          |      |               |
| Melinte 51’, 80’         | mt   | 75’ Nueno     |
| Vlaicu 51’               | tr   | 79’ Linklater |
| Vlaicu 6’, 34’, 50’, 75’ | c.p. |               |

| Arbitro: | Cristian Șerban |

| |      |                      |
| Tabutsadze 7’, 53’, 80+5’, 80+10’ Karkadze 14’ Matiashvili 17’ Dzneladze 27’, 79’ tecnica 40’ Begadze 43’ Gorgadze 58’ Tkhilaishvili 73’ | mt   |                      |
| Abzhandadze 7’, 14’, 17’, 43’, 53’, 58’, 73’, 80+10’                                                                                     | tr   |                      |
| | c.p. | 21’, 40’ De Moffarts |

| Arbitro: | Iñigo Atorrasagasti |

|                           |      |                        |
| Ostrikov 3’               | mt   | 34’ Appleton 69’ Pinto |
| Gajsin 3’                 | tr   | 34’ Antunes            |
| Gajsin 10’, 30’, 35’, 40’ | c.p. | 51’, 58’ Antunes       |

### 4ª giornata
| Arbitro: | Séan Gallagher |

|                           |      |                                             |
| Verschelden 24’ Bendy 48’ | mt   | 20’ Nieto 56’, 80’ Casteglioni 71’ Del Hoyo |
| A. Williams 24’, 48’      | tr   | 20’, 80’ Rabago                             |
| A. Williams 45’, 80+6’    | c.p. | 3’, 17’ Rabago                              |
| A. Williams 55’           | drop |                                             |

| Arbitro: | Dan Jones |

|                                                      |      |                                        |
| Zykov 37’ Magomedov 40’ Golosnickij 45’ Kušnarëv 75’ | mt   | 30’ Maliepo 54’ Melinte 80’ Simionescu |
| Gajsin 37’, 40’ Kušnarëv 76’                         | tr   | 30’ Vlaicu 80’ Melinte                 |
| Gajsin 12’, 14’                                      | c.p. | 8’, 18’ Vlaicu                         |

| Arbitro: | Ben Blain |

|                               |      |                                                                                                  |
| Pinto 6’ Antunes 22’ Belo 41’ | mt   | 3’ Mamukashvili 9’ Gorgadze 34’ Kacharava 58’ Saginadze 69’ tecnica 71’ Tapladze 75’ Matiashvili |
| Antunes 6’, 22’, 41’          | tr   | 3’ Matiashvili                                                                                   |
| Antunes 64’                   | c.p. |                                                                                                  |

### 5ª giornata
| N/A | Romania | 28 – 0 referto | Belgio |  |

| Arbitro: | Paulo Duarte |

|                           |      |             |
| Lobzhanidze 45’           | mt   | 60’ Fedotko |
| Abzhandadze 45’           | tr   | 60’ Gajsin  |
| Abzhandadze 53’, 66’, 75’ | c.p. |             |

| Arbitro: | Chris Busby |

|                                 |      |                 |
| Güemes 44’ Goia 48’ Gibouin 77’ | mt   | 14’ R. Marta    |
| Güemes 44’, 48’                 | tr   |                 |
| Güemes 18’, 35’                 | c.p. | 47’, 62’ Storti |

#### Classifica
|  | Classifica | G | V | N | P | PF  | PS  | P±   | B | PT |
|  | ---------- | - | - | - | - | --- | --- | ---- | - | -- |
|  | Georgia    | 5 | 5 | 0 | 0 | 197 | 60  | +137 | 4 | 24 |
|  | Spagna     | 5 | 3 | 0 | 2 | 103 | 93  | +10  | 1 | 13 |
|  | Romania    | 5 | 2 | 0 | 3 | 101 | 82  | +19  | 2 | 10 |
|  | Portogallo | 5 | 2 | 0 | 3 | 98  | 111 | -13  | 1 | 9  |
|  | Russia     | 5 | 2 | 0 | 3 | 82  | 128 | −46  | 0 | 8  |
|  | Belgio     | 5 | 1 | 0 | 4 | 84  | 171 | −87  | 3 | 7  |

## Trofeo europeo
| Data       | Incontro               | Risultato | Sede              |
| ---------- | ---------------------- | --------- | ----------------- |
| 26-10-2019 | Ucraina ― Lituania     | 27-10     | Charkiv           |
| 2-11-2019  | Polonia ― Germania     | 15-35     | Łódź              |
| 9-11-2019  | Paesi Bassi ― Ucraina  | 64-8      | Amsterdam         |
| 16-11-2019 | Lituania ― Svizzera    | 9-40      | Šiauliai          |
| 23-11-2019 | Svizzera ― Polonia     | 20-23     | Yverdon-les-Bains |
| 23-11-2019 | Germania ― Paesi Bassi | 7-37      | Heidelberg        |
| 29-2-2020  | Germania ― Svizzera    | 20-33     | Heidelberg        |
| 29-2-2020  | Paesi Bassi ― Polonia  | 7-6       | Amsterdam         |
| 7-3-2020   | Paesi Bassi ― Lituania | 36-17     | Amsterdam         |
| N/D        | Svizzera ― Paesi Bassi | 0-0       |                   |
| N/D        | Germania ― Lituania    | 0-0       |                   |
| N/D        | Lituania ― Polonia     | 25-0      |                   |
| N/D        | Polonia ― Ucraina      | 0-25      |                   |
| N/D        | Ucraina ― Svizzera     | 0-0       |                   |
| N/D        | Ucraina ― Germania     | 0-0       |                   |

|  | Classifica  | G | V | N | P | PF  | PS  | P±   | B | PT |
|  | ----------- | - | - | - | - | --- | --- | ---- | - | -- |
|  | Paesi Bassi | 5 | 4 | 1 | 0 | 144 | 38  | +106 | 3 | 21 |
|  | Svizzera    | 5 | 2 | 2 | 1 | 93  | 52  | +41  | 2 | 14 |
|  | Ucraina     | 5 | 2 | 2 | 1 | 60  | 74  | −19  | 2 | 14 |
|  | Germania    | 5 | 1 | 2 | 2 | 62  | 85  | −23  | 0 | 8  |
|  | Lituania    | 5 | 1 | 1 | 3 | 61  | 103 | −42  | 1 | 7  |
|  | Polonia     | 5 | 1 | 0 | 4 | 44  | 112 | −68  | 1 | 5  |

## Spareggio campionato europeo / trofeo europeo
| Arbitro: | Andrea Piardi |

|                                   |      |                          |
| Jadot 60’ Torfs 73’ De Molder 78’ | mt   | 32’ Weersma 76’ Wierenga |
| A. Williams 60’, 73’, 78’         | tr   | 32’, 76’ Weersma         |
|                                   | c.p. | 19’, 52’, 80+3’ Weersma  |